# Ванганкаупунґінселькя
Ванганкаупунґінселькя (фін. Vanhankaupunginselkä, швед. Gammelstadsfjärden) —  затока, яка разом з частинами сусіднього району Війккі є природоохоронною зоною поблизу центру Гельсінкі в південній частині Фінляндії.
Географічно ця територія розташована на схід від півострова Гельсінкі та оточена районами Германні, Арабіанранта, Війккі, Герттоніемі та Кулосаарі. Річка Вантаа впадає у північну частину акваторію затоки. Затока по факту є маршем, зарослим очеретом.